# Sai (sztylet)

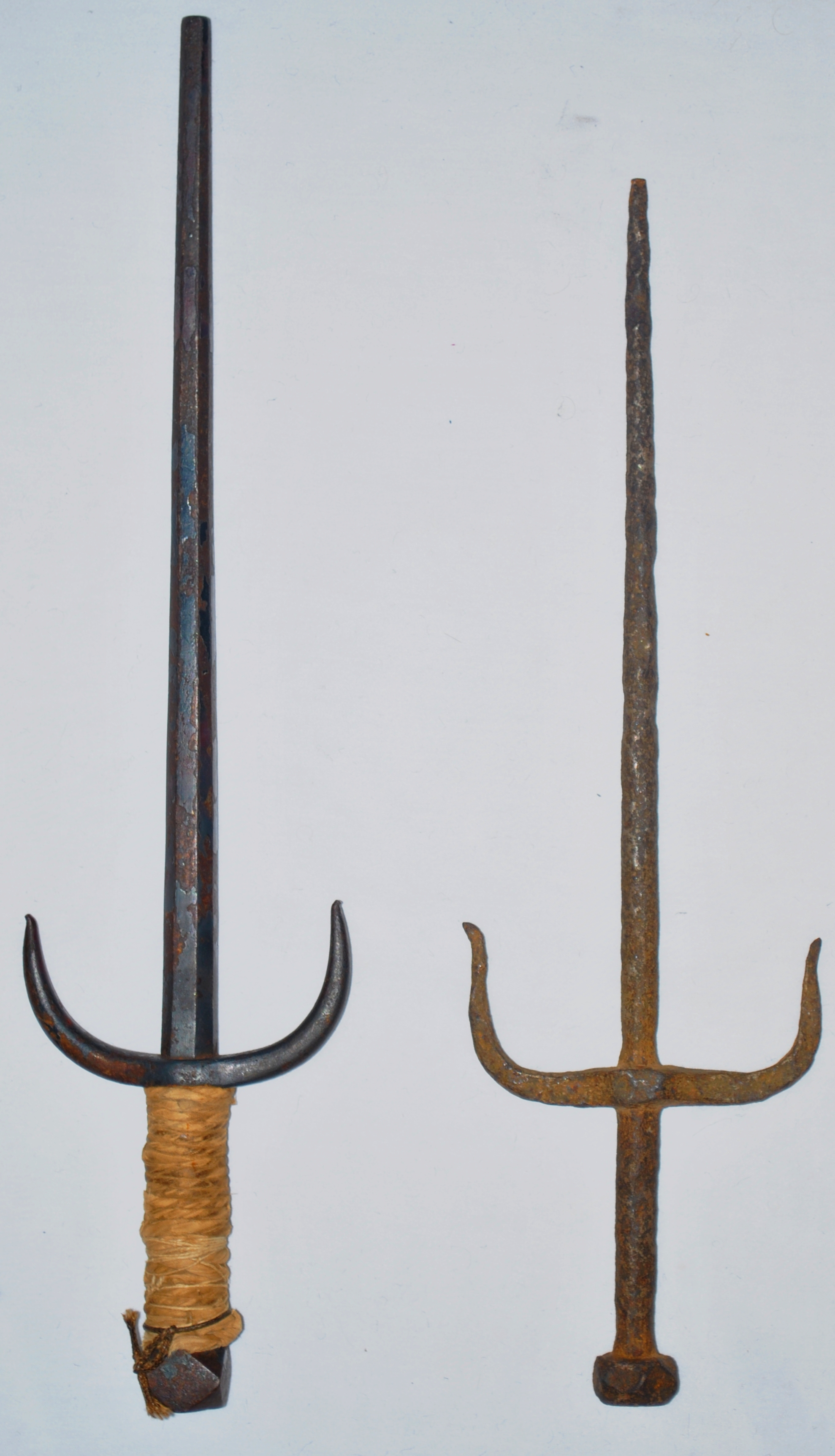
Dwa sai

Sai (jap. 釵) inaczej „róg śmierci”, to japońska broń defensywna podobna do widełek. Składa się z ramienia głównego (monouchi) (40-60 cm), czubka, którym uderza się przy rzucie (saki) i dwóch ramion bocznych (yoku), które są znacznie krótsze. Czubek yoku to tsune. Panuje błędne przekonanie, że ramiona posiadają zaostrzone krawędzie boczne, podczas gdy najczęściej spotykanym jest przekrój okrągły. Sai posiada także głowicę (gashira), która służy do zadawania ciosów obuchowych. Sai był używany przez wojowników ninja, a także przez policjantów na Okinawie. Szczególnie przydatny do wytrącania broni przeciwnika, pierwotnie używany przez chłopów na plantacjach ryżu do robienia otworów na sadzonki. Sai mogło posłużyć japońskim chłopom jako broń, dzięki której mogli blokować miecze samurajskie i poprzez złapanie je w „wąsy" i przekręcanie sai - łamać twarde lecz kruche miecze.
Współcześnie sztukę walki sai ćwiczy się w ramach treningu uzupełniającego w karate oraz jako jedno z podstawowych narzędzi kobudo.